# Лемуй (острів)
Острів Лемуї — острів в архіпелазі Чилое, Чилі, біля східного узбережжя острова Чилое.
На острові дев'ять сіл. На північному узбережжі:
- Пукельдон
- Альдачільдо
- Ічуак

На південному узбережжі:
- Чульчуй. Звідси відправляється пором до Уіча на острові Чилое.
- Лінкай з дерев'яною церквою початку 20 століття
- Люкура з дерев'яною церквою, збудованою в середині 19 століття[1]

На східному узбережжі:
- Detif
- Пучілко. У дерев'яній церкві 19 століття зберігаються картини перуанського художника Мігеля Гамарра[2]

Посередині острова:
- Сан-Агустін, єдине село, яке розташоване не на узбережжі. Дерев'яна церква збудована на початку 20 ст.

Як і на решті архіпелагу, населення острова Лемуй було натхнене вірою та побудувало 8 церков, кожна по-своєму особлива. Деякі з них, як-от Ічуак, Альдачільдо та Детіф, мають понад 100 років і нещодавно були оголошені об’єктами Всесвітньої спадщини разом із 15 іншими церквами Чилота. У деяких є мальовничі кладовища з невеликими критими мавзолеями.

## Дивитися також
- Список островів Чилі[en]

## Зовнішні посилання
- Вікісховище має мультимедійні дані за темою: Лемуй (острів)
- Islands of Chile @ United Nations Environment Programme
- World island information @ WorldIslandInfo.com
- South America Island High Points above 1000 meters
- United States Hydrographic Office, South America Pilot (1916)